# Celia Rees
Celia Rees (Solihull, 17 giugno 1949) è una scrittrice inglese.

## Biografia
Celia Rees è nata a Solihull, West Midlands, e ha frequentato la Tudor Grange Grammar School per ragazze. Ha studiato storia e politica all'Università di Warwick e ha un PGCE e una laurea magistrale in Educazione dell'Università di Birmingham.
Dopo aver lasciato l'università è diventata insegnante d'inglese per sedici anni nelle scuole comprensive in Coventry e in questo periodo ha cominciato a scrivere. La sua intenzione era quella di 'scrivere per teenager libri che vorrebbero leggere, quasi maturi per stile e contenuto.' Ha smesso di insegnare nel 1989. Dopo aver lavorato part-time nell'educazione post-scolastica e come docente di Open Studies per l'Università di Warwick, diventò scrittrice a tempo pieno nel 1997.
Celia è una docente fissa della Fondazione Arvon, è membro della Society of Authors, ed è stata presidentessa del gruppo Children's Writers and Illustrators. È membro della Scattered Authors Society e un seguace della English Association.
Celia vive con suo marito, Terence Rees, a Leamington Spa. Ha una figlia, Catrin, che è avvocatessa a Londra.

### Scrittura
Celia Rees scrive principalmente per giovani adulti e spazia tra diversi generi, dal thriller, inclusa la sua prima novella Every Step You Take (1993) fino al romanzo gotico This Is Not Forgiveness (2012), iniziando con una novella sui vampiri, Eredità di sangue (Blood Sinister, 1996) e finendo (per il momento) con The Stone Testament (2007).
È forse meglio conosciuta per i suoi romanzi storici. Witch Child (2000) era nella rosa dei candidati per il premio Guardian Children's Fiction (2001) e vinse il Prix Sorcières in Francia (2003). Il sequel, Sorceress (2002), fu candidato per il Whitbread (Costa) Children's Book Award; e Pirates! (2003) fu candidato per il W.H. Smith Children's Book Award. Seguì Sovay nel 2008 e The Fool's Girl nel 2010.
I romanzi di Celia Rees sono stati tradotti in 28 lingue. I suoi libri per giovani lettori includono The Bailey Game (1994) e la trilogia Trap in Time (2001/2).

## Opere
- Every Step You Take (1993)
- The Bailey Game (1994)
- Colour her Dead (1994)
- Eredità di sangue (Blood Sinister, 1996)
- Midnight Hour (1997)
- Ghost Chamber (1997)
- The Vanished (1997)
- H Is for Haunting (1998)[nb 1]
- A Is for Apparition (1998)[nb 2]
- U Is for Unbeliever (1998)[nb 3]
- N Is for Nightmare (1998)[nb 4]
- T Is for Terror (1998)[nb 5]
- S Is for Shudder (1998)[nb 6]
- Soul Taker (1998)
- Truth or Dare (2000)
- The Cunning Man (2000)
- Witch Child (2000)
- Trap in Time Trilogy: Trap in Time (2001), City of Shadows (2002) e The Host Rides Out (2002)
- Sorceress (2002)
- Pirates! (2003)
- Wish House (2005)
- Stone Testament (2007)
- Sovay (2008)
- The Fool's Girl (2011)
- This Is Not Forgiveness (2012)